# Juan Bautista Sacristán
Juan Bautista Sacristán-Galiano y Martínez-Atance fue un eclesiástico español, nacido en Maranchón, Guadalajara, el 1 de julio de 1759 y fallecido el 1 de febrero de 1817 en Bogotá, Colombia. Fue Arzobispo de Santa Fe (Bogotá).

## Orígenes
Pasó su infancia en su pueblo natal, del que su padre era alcalde, y luego fue enviado a estudiar a Valladolid, donde obtuvo los títulos de derecho canónico y civil en 1780. Ese mismo año fue ordenado sacerdote y empezó una exitosa carrera en la Arquidiócesis de Valladolid, como cura de la catedral, provisor y vicario general, así como catedrático, vicecanciller y rector de la Universidad de Valladolid; destacó como director de la Real Casa de Misericordia de la ciudad.

## Arzobispo
En 1804 es nombrado Arzobispo de Santa Fe por el rey Fernando VII, pero apenas un año después es aprobado por el papa Pío VII y debido a la situación de convulsión por la guerra de España con el Reino Unido y la invasión napoleónica, retrasa su viaje a América hasta 1810. Llega a Cartagena de Indias en junio de ese año, pero no consigue arribar a Santa Fe, debido a la prohibición que le impone la recién instalada Junta de Gobierno, por lo que se establece temporalmente en Turbaco, desde donde mantuvo una tensa relación con el gobierno criollo, hasta que éste ordenó el destierro de aquel en 1812, partiendo el arzobispo hacia Estados Unidos, si bien debido a un ataque corsario, terminó llegando a Cuba. En 1816, tras la victoria de Pablo Morillo en Nueva Granada, Sacristán regresó al país, falleciendo un año después.